# Grand Prix moto d'Ulster 1956
Le Grand Prix moto d'Ulster 1956 est la quatrième manche du Championnat du monde de vitesse moto 1956. La compétition s'est déroulée le 9 et 11 août 1956 sur le Circuit de Dundrod dans le Comté d'Antrim (Irlande). C'est la 28e édition du Grand Prix moto d'Ulster et la 8e édition comptant pour le championnat du monde.

## Résultats des 500 cm³
| Pos  | Pilote         | Moto      | Tours | Temps/Écart       | Points |
| ---- | -------------- | --------- | ----- | ----------------- | ------ |
| 1    | John Hartle    | Norton    | 27    | 2 h 20 min 14 s 6 | 8      |
| 2    | Bob Brown      | Matchless | 27    | +2 min 47 s 4     | 6      |
| 3    | Peter Murphy   | Matchless | 27    | +2 min 48 s 4     | 4      |
| 4    | Geoff Tanner   | Norton    | 27    |                   | 3      |
| 5    | Wilfred Herron | Norton    | 26    | +1 tour           | 2      |
| 6    | Jack Brett     | Norton    | 26    | +1 tour           | 1      |
| 7    | Austin Carson  | Norton    | 26    | +1 tour           |        |
| 8    | Dave Chadwick  | Norton    | 26    | +1 tour           |        |
| 9    | Alan Trow      | Norton    | 25    | +2 tours          |        |
| 10   | A. Martin      | Matchless | 25    | +2 tours          |        |
| 11   | D. G. Chapman  | Norton    | 24    | +3 tours          |        |
| 12   | S. Murray      | Norton    | 24    | +3 tours          |        |
| 13   | Ralph Rensen   | Norton    | 24    | +3 tours          |        |
| 14   | Tom Turner     | Norton    | 24    | +3 tours          |        |
| 15   | T. D. Sloan    | Norton    | 23    | +4 tours          |        |
| 16   | W. Robertson   | Matchless | 23    | +4 tours          |        |
| 17   | M. Brosnan     | BSA       | 23    | +4 tours          |        |
| 18   | H. B. Lowe     | BSA       | 23    | +4 tours          |        |
| 19   | S. Williamson  | Norton    | 23    | +4 tours          |        |
| Abd. | ...            | ...       |       | Abandon           |        |

## Résultats des 350 cm³
| Pos  | Pilote        | Moto       | Tours | Temps             | Points |
| ---- | ------------- | ---------- | ----- | ----------------- | ------ |
| 1    | Bill Lomas    | Moto Guzzi | 25    | 2 h 03 min 14 s 4 | 8      |
| 2    | Dickie Dale   | Moto Guzzi | 25    | +54 s 0           | 6      |
| 3    | John Hartle   | Norton     | 25    | +1 min 11 s 8     | 4      |
| 4    | Jack Brett    | Norton     | 25    |                   | 3      |
| 5    | Peter Murphy  | AJS        | 25    |                   | 2      |
| 6    | Bob Brown     | AJS        | 25    |                   | 1      |
| 7    | August Hobl   | DKW        | 25    |                   |        |
| 8    | Alan Trow     | Norton     | 24    | +1 tour           |        |
| 9    | Dave Chadwick | Norton     | 24    | +1 tour           |        |
| 10   | Frank Perris  | AJS        | 24    | +1 tour           |        |
| 11   | Ralph Rensen  | Norton     | 24    | +1 tour           |        |
| 12   | Bob Coleman   | AJS        | 24    | +1 tour           |        |
| 13   | H. Grant      | BSA        | 23    | +2 tours          |        |
| 14   | Tom Turner    | Norton     | 23    | +2 tours          |        |
| 15   | S. Murray     | Norton     | 23    | +2 tours          |        |
| 16   | G. N. Begg    | AJS        | 22    | +3 tours          |        |
| 17   | G. J. Canning | BSA        | 22    | +3 tours          |        |
| 18   | K. W. Swallow | AJS        | 22    | +3 tours          |        |
| 19   | S. Williamson | Norton     | 22    | +3 tours          |        |
| 20   | S. R. Farlow  | BSA        | 22    | +3 tours          |        |
| 21   | J. W. Dixon   | Velocette  | 22    | +3 tours          |        |
| 22   | H. Plews      | AJS        | 22    | +3 tours          |        |
| 23   | J. Jones      | BSA        | 21    | +4 tours          |        |
| 24   | S. R. Cameron | AJS        | 21    | +4 tours          |        |
| 25   | L. Rice       | AJS        | 20    | +5 tours          |        |
| 26   | J. A. Artt    | Norton     | 20    | +5 tours          |        |
| Abd. | ...           | ...        |       | Abandon           |        |

## Résultats des 250 cm³
| Pos  | Pilote          | Moto       | Tours | Temps             | Points |
| ---- | --------------- | ---------- | ----- | ----------------- | ------ |
| 1    | Luigi Taveri    | MV Agusta  | 13    | 1 h 07 min 02 s 4 | 8      |
| 2    | Sammy Miller    | NSU        | 13    | +13 s 6           | 6      |
| 3    | Arthur Wheeler  | Moto Guzzi | 13    | +3 min 31 s 0     | 4      |
| 4    | Bob Coleman     | NSU        | 13    |                   | 3      |
| 5    | Bill Maddrick   | Moto Guzzi | 12    | +1 tour           | 2      |
| 6    | Maurice Büla    | NSU        | 11    | +2 tours          | 1      |
| 7    | Frank Cope      | Norton     | 11    | +2 tours          |        |
| 8    | William Dehaney | Velocette  | 11    | +2 tours          |        |
| Abd. | ...             | ...        |       | Abandon           |        |

## Résultats des 125 cm³
| Pos  | Pilote        | Moto      | Tours | Temps             | Points |
| ---- | ------------- | --------- | ----- | ----------------- | ------ |
| 1    | Carlo Ubbiali | MV Agusta | 12    | 1 h 05 min 55 s 0 | 8      |
| 2    | Romolo Ferri  | Gilera    | 12    | +1 min 29 s 4     | 6      |
| 3    | Bill Webster  | MV Agusta | 10    | +2 tours          | 4      |
| 4    | Bill Maddrick | MV Agusta | 10    | +2 tours          | 3      |
| 5    | Frank Cope    | MV Agusta | 10    | +2 tours          | 2      |
| Abd. | ...           | ...       |       | Abandon           |        |

## Résultats des side-cars
| Pos | Pilote            | Passager      | Moto   | Tours | Temps         | Points |
| --- | ----------------- | ------------- | ------ | ----- | ------------- | ------ |
| 1   | Wilhelm Noll      | Fritz Cron    | BMW    | 10    | 56 min 24 s 0 | 8      |
| 2   | Pip Harris        | Ray Campbell  | Norton | 10    | +1 min 01 s 4 | 6      |
| 3   | Florian Camathias | Maurice Büla  | BMW    | 10    | +1 min 15 s 6 | 4      |
| 4   | Frank Taylor      | Ron Taylor    | Norton | 10    |               | 3      |
| 5   | Bill Beevers      | Jeff Mundy    | Norton | 10    |               | 2      |
| 6   | Jack Wijns        | Mick Woollett | BMW    | 9     | +1 tour       | 1      |
| 7   | ...               | ...           | ...    |       |               |        |